# Tyrfing

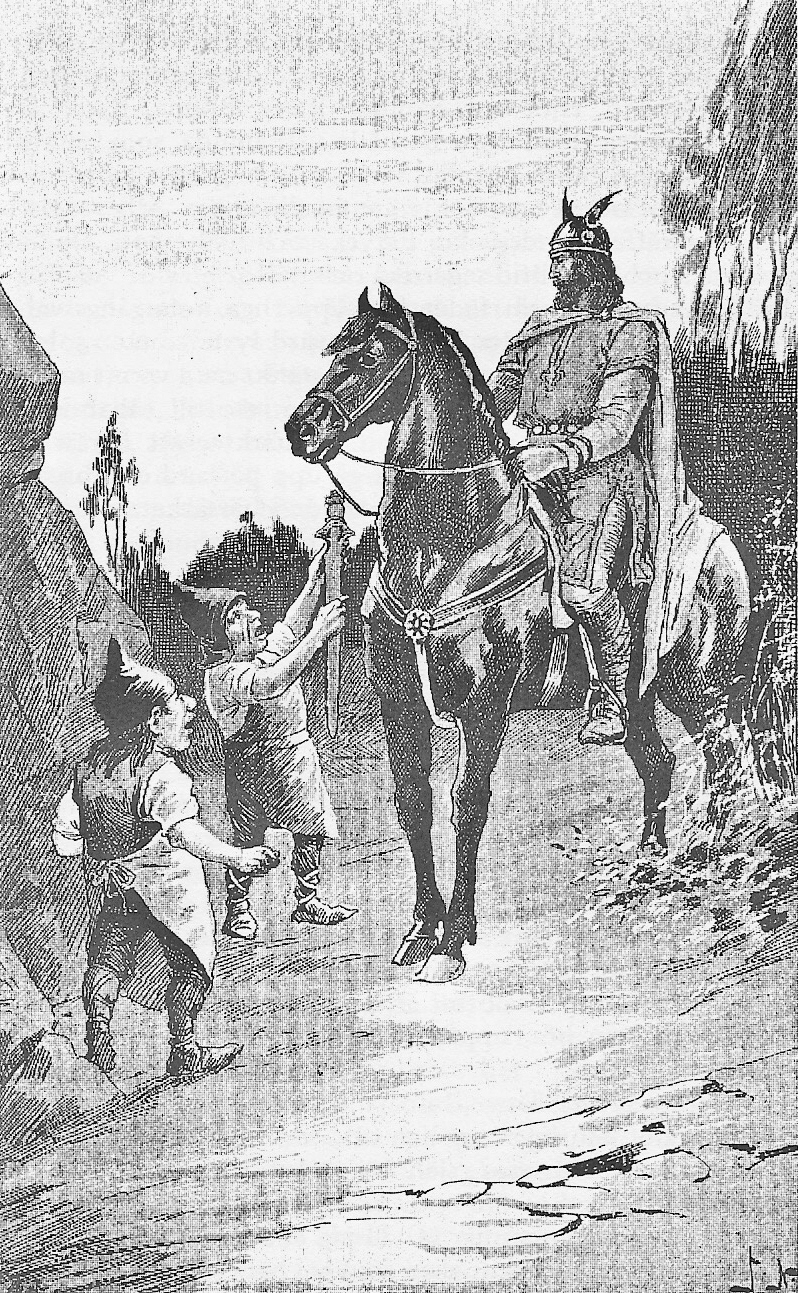
Illustration zur Hervarar saga: Svafrlami erhält Tyrfing von den Zwergen (Jenny Nyström, 1895)

Tyrfing (altnordisch Tyrfingr) ist der Name eines Schwertes in der altnordischen Literatur. Es spielt eine wichtige Rolle in der Hervarar saga ok Heiðreks konungs.

## Überlieferung
Die ursprünglich wohl aus Schweden stammende Sage des Schwertes Tyrfing ist überliefert in der altisländischen Hervarar saga und den darin eingebetteten vier Liedern: Hjalmars Sterbelied, Hervörlied (Hervararkviða), Heidreksrätsel (Heiðreks gátur bzw. Gátur Gestumblinda) und Hunnenschlachtlied (Hlöðskviða), die auch zu den Eddica minora (den nicht im Codex Regius überlieferten eddischen Liedern) gezählt werden. In der Hervarar saga wird Tyrfing als Schwert geschildert, das töten muss, sobald es aus seiner Scheide gezogen wird, denn auf ihm lastet ein Fluch: „Dieses Schwert wird eines Mannes Mörders, sooft es gezückt wird.[…]“. Dadurch erhält es „ein Handlungspotential, das das der Protagonisten sogar noch übersteigt.“
Snorri Sturluson erwähnt Tyrfing in seiner Edda als Umschreibung (kenning) für Schwert.

## Handlung der Saga
Svafrlami (oder auch Sigrlami) ist König von Gardarike und Enkel von Odin. Ihm gelingt es, die Zwerge Dvalinn und Durinn gefangen zu nehmen und zu zwingen, ihm ein Schwert mit goldenem Griff zu schmieden, das sein Ziel nie verfehlen werde, nie rosten  und Stein und Metall so leicht wie Kleidung durchschneiden könne. Sie schmieden das Schwert, verfluchen es aber: Es solle dreimal großes Übel seinem Träger bringen.
Svafrlami wird durch den Berserker Arngrim (Arngrímr), der das Schwert an sich nimmt, getötet. Er vererbt es seinem Sohn Angantyr (Angantýr), der mit seinen elf Brüdern auf der Insel Samsø (Sámsey) im Duell mit dem Schweden Hjalmar (Hjálmarr) und dessen norwegischen Bruder Örvar-Odd (dem Helden der Örvar-Odds saga) getötet wird. In diesem Kampf geht es um die Gunst von Ingibjörg, der Tochter von Yngvi, dem König der Schweden. Der schwer verwundete Hjalmar stirbt, und Örvar-Odd bringt seinen Leichnam zu Ingibjörg nach Uppsala (Hjalmars Sterbelied, auch „Kampf auf Samsey“ genannt). Tyrfing wird mit Angantyr in dessen Grabhügel begraben.
Angantyrs Tochter Hervör macht sich, als sie davon erfährt, auf nach Samsø und fordert Tyrfing von ihrem toten Vater (Hervörlied, auch „Erweckung Agantyrs“ genannt). Sie heiratet Hofund, mit dem sie zwei Söhne hat: Heidrek (Heiðrek) und Angantýr (Hofundson). Hervör gibt Tyrfing an Angantyr. Bei einem Spaziergang bittet Heidrek darum, das Schwert sehen zu dürfen. Dieses jedoch bringt ihn dazu, seinen Bruder Angantyr zu töten.
Heidrek verlässt sein Land, heiratet die Prinzessin von Reidgotaland und wird Gotenkönig. Auf einer Reise lagert Heidrek in den Karpaten, wo er eines Nachts von acht Leibeigenen ermordet und Tyrfings beraubt wird. Dies ist die letzte der drei bösen Taten Tyrfings, der Fluch ist gebannt. Heidreks Sohn Angantyr (Heidrekson) tötet die Diebe und holt das Schwert zurück.
Angantyr wird der neue König, jedoch verlangt sein bei den Hunnen aufgewachsener Halbbruder Hlöd (Hlǫðr), den Heidrek mit der Prinzessin von Húnaland gezeugt hat, die Hälfte des Königreichs. Als Angantyr dies verweigert, kommt es zu einer Völkerschlacht zwischen Goten und Hunnen, bei der die 343 200 Hunnen den Goten zahlenmäßig weit überlegen sind. Die Goten gewinnen diese Schlacht, da Angantyr Tyrfing benutzt und seinen Bruder Hlǫðr  tötet (Hunnenschlachtlied).

## Rezeption
Tyrfing erscheint im 19. und 20. Jahrhundert mehrfach titelgebend für Nacherzählungen und freie Adaptionen der Hervarar saga.

## Primärliteratur

### Hervarar saga
- Matthias Reifegerste: Die Hervarar-Saga. Eine kommentierte Übersetzung und Untersuchungen zur Herkunft und Integration ihrer Überlieferungsgeschichten. (Altnordische Bibliothek, Band 6). Norden Reinhardt, Leverkusen 1989, ISBN 3-927153-01-X.
- Gabriel Turville-Petre, Christopher Tolkien (Hrsg.): Hervarar Saga ok Heidreks. Viking Society for Northern Research, 1976, ISBN 0-903521-11-3.

### Edda
- Arthur Häny: Die Edda. Götter- und Heldenlieder der Germanen. 4. Auflage. Manesse-Verlag, Zürich 1992, ISBN 3-7175-1730-9.
- Felix Genzmer: Die Edda. Götterdichtung, Spruchweisheit und Heldengesänge der Germanen. Eingeleitet von Kurt Schier. (Diederichs gelbe Reihe). Heinrich Hugendubel Verlag, Kreuzlingen/ München 2006, ISBN 3-7205-2759-X. (vorher: Diederichs, Düsseldorf/ Köln 1981ff, ISBN 3-424-00718-8)
- Snorri Sturluson: Edda. Viking Society for Northern Research, London 1999, ISBN 0-903521-41-5. (Nachdruck der Ausgabe London 1987, übersetzt von Anthony Faulkes)

## Sekundärliteratur
- Rudolf Simek, Hermann Pálsson: Lexikon der altnordischen Literatur. Die mittelalterliche Literatur Norwegens und Islands (= Kröners Taschenausgabe. Band 490). 2., wesentlich vermehrte und überarbeitete Auflage. Kröner, Stuttgart 2007, ISBN 978-3-520-49002-5.